# 均桥镇
均桥镇，是中华人民共和国江西省九江市湖口县下辖的一个乡镇级行政单位。

## 行政区划
均桥镇下辖以下地区：
渊明社区、文联社区、江桥社区、文光村、新桥村、文桥村、文建村、六甲村、高塘村、饶塘村、文新村、新庄村、均桥村、象山村、桂垅村、枫树村、罗垅村、坝桥村、南港村和兰亭村。